# آسکاری کی‌زد۱
آسکاری کی‌زد۱ (Ascari KZ۱) خودرویی است که از سال ۲۰۰۳ تا ۲۰۱۰ تولید شده‌است.
این خودرو در کلاس خودرو اسپورت قرار گرفته، طول آن در حالت طبیعی ۴٬۳۰۰ میلیمتر (۱۶۹٫۳ اینچ)، عرض آن در حالت طبیعی ۱٬۸۵۲ میلیمتر (۷۲٫۹ اینچ) و ارتفاع آن در حالت طبیعی ۱٬۱۳۸ میلیمتر (۴۴٫۸ اینچ) و وزن آن در حالت طبیعی ۱٬۳۵۰ کیلوگرم (۲٬۹۷۶ پوند) است. سیستم جعبه‌دندهٔ آن ۶ دنده به صورت دستی است.